# آدریان پلکا
آدریان پلکا (انگلیسی: Adrian Pelka؛ زادهٔ ۲۲ ژوئن ۱۹۸۱) بازیکن فوتبال اهل آلمان است.
از باشگاه‌هایی که در آن بازی کرده‌است می‌توان به باشگاه فوتبال هایدنهایم اشاره کرد.